# Heliotropium johnstonii
Heliotropium johnstonii là loài thực vật có hoa trong họ Mồ hôi. Loài này được Ragon. mô tả khoa học đầu tiên năm 1950.